# ニューヨークのオールナイトニッポン0(ZERO)
『ニューヨークのオールナイトニッポン0(ZERO)』（ニューヨークのオールナイトニッポンゼロ）は、お笑いコンビ ニューヨークがパーソナリティが担当するニッポン放送制作のラジオ番組である。

## 概要
2016年3月23日にパーソナリティになることが発表された。
なお、ニューヨークが、ニッポン放送で番組を担当するのは、2015年4月に単発で放送された「ニューヨークのオールナイトニッポンR」以来1年ぶりとなる。

## 放送時間
- 毎週金曜日 3:00 - 4:30（木曜深夜）

ニッポン放送他多数のネット局では、この時間までの放送、南海放送・西日本放送では、4:00までの1時間放送予定。LINELIVEでは、放送終了後（4:30）から5分から10分程度の限定配信をしている。

## パーソナリティ
- ニューヨーク
  - 嶋佐和也
  - 屋敷裕政

## テーマ曲
- オープニング：The Strokes「New York City Cops」
- エンディング（3時台）：空想委員会「拝啓、我執」[要出典]
- エンディング：ハーブ・アルパート＆ティファナ・ブラス「BITTERSWEET SAMBA」

## レギュラー放送開始前の出演回
- 2015年4月12日（11日深夜）：土曜R

## 放送日程
放送日はすべて暦日で記載する。

### オールナイトニッポンZERO
| 第01回          | 2016年4月1日   | 森田哲矢(さらば青春の光) 溜口佑太朗(ラブレターズ)                                                        | 森田、溜口ともに電話での出演。                                                                               |
| 第02回          | 2016年4月8日   | | - |
| 第03回          | 2016年4月15日  | | |
| 第04回          | 2016年4月22日  | | スペシャルウィーク企画「打倒ちぃぽぽ！女子中高生にゴリゴリにハマろうスペシャル！」。                         |
| 第05回          | 2016年4月29日  | | - |
| 第06回          | 2016年5月6日   | | - |
| 第07回          | 2016年5月13日  | | - |
| 第08回          | 2016年5月20日  | | - |
| 第09回          | 2016年5月27日  | 森田哲矢(さらば青春の光)                                                                                 | - |
| 第10回          | 2016年6月3日   | 森田哲矢(さらば青春の光)                                                                                 | - |
| 第11回          | 2016年6月10日  | 森田哲矢(さらば青春の光)                                                                                 | - |
| 第12回          | 2016年6月17日  | | スペシャルウィーク企画「リスナーとつむぐ、今届けたいラブソング～100万回のあいしてる～」。                    |
| 第13回          | 2016年6月24日  | | - |
| 第14回          | 2016年7月1日   | | - |
| 第15回          | 2016年7月8日   | | - |
| 第16回          | 2016年7月15日  | | - |
| 第17回          | 2016年7月22日  | | - |
| 第18回          | 2016年7月29日  | | - |
| 第19回          | 2016年8月5日   | ももいろクローバーZ                                                                                      | この日、オールナイトニッポンを担当していたももいろクローバーZが番組冒頭に出演                                |
| 第20回          | 2016年8月12日  | | - |
| 第21回          | 2016年8月19日  | 森田哲矢(さらば青春の光) 溜口佑太朗(ラブレターズ)                                                        | - |
| 第22回          | 2016年8月26日  | 横澤夏子                                                                                                 | スペシャルウィーク企画「人気者をコネで呼ぼうSP～横澤夏子がやってくるー!!～」。                               |
| 第23回          | 2016年9月2日   | | - |
| 第24回          | 2016年9月9日   | | - |
| 第25回          | 2016年9月16日  | | - |
| 第26回          | 2016年9月23日  | | - |
| 第27回          | 2016年9月30日  | | - |
| 第28回          | 2016年10月7日  | 森田哲矢(さらば青春の光) 塚本直毅、溜口佑太朗(ラブレターズ)                                              | - |
| 第29回          | 2016年10月14日 | | - |
| 第30回          | 2016年10月21日 | 彼の一番になれない、悲しき女性達3名(一般人)                                                              | スペシャルウィーク企画「WHY ～悲しき女たちスペシャル～」。                                                   |
| 第31回          | 2016年10月28日 | | - |
| 第32回          | 2016年11月4日  | | - |
| 第33回          | 2016年11月11日 | | - |
| 第34回          | 2016年11月18日 | | - |
| 第35回          | 2016年11月25日 | | - |
| 第36回          | 2016年12月2日  | | - |
| 第37回          | 2016年12月9日  | 森田哲矢(さらば青春の光)                                                                                 | - |
| 第38回          | 2016年12月16日 | 西野亮廣（キングコング）                                                                                 | 当初はNON STYLEの石田明が出演する予定だったが、相方の不祥事により取りやめ                                    |
| 第39回          | 2016年12月23日 | | - |
| 第40回          | 2016年12月30日 | | - |
| 第41回          | 2017年1月6日   | 吉田渉(フジテレビ局員) 渡部一貴(IVSテレビ制作) 田中弘樹(よしもとクリエイティブエージェンシー)            | 新春同期放談と題して、ニューヨークと同期でもある業界人をゲストに招いて放送。                                 |
| 第42回          | 2017年1月13日  | 溜口佑太朗(ラブレターズ)                                                                                 | - |
| 第43回          | 2017年1月20日  | 石田明(NON STYLE)                                                                                        | スペシャルウィーク企画「ちゃんとした先輩と喋ろうスペシャル」。                                               |
| 第44回          | 2017年1月27日  | | - |
| 第45回          | 2017年2月3日   | | - |
| 第46回          | 2017年2月10日  | | - |
| 第47回          | 2017年2月17日  | | - |
| 第48回          | 2017年2月24日  | | スペシャルウィーク企画「オープニングトークスペシャル」としてゲスト無し、コーナー無しで90分間トークを行った。 |
| 第49回          | 2017年3月3日   | | - |
| 第50回          | 2017年3月10日  | 森田哲矢(さらば青春の光)                                                                                 | ゲストの森田が番組終了を発表。                                                                               |
| 第51回          | 2017年3月17日  | | - |
| 第52回          | 2017年3月24日  | 岡村隆史(ナインティナイン)                                                                               | 岡村は番組序盤に出演。                                                                                       |
| 第53回 (最終回) | 2017年3月31日  | 森田哲矢(さらば青春の光) 溜口佑太朗(ラブレターズ) バイク川崎バイク 岸畑任三郎 岡村隆史(ナインティナイン) | 岡村は番組前半に出演。                                                                                       |

## 現在のコーナー
- ノリタカハウス

イケてる人ばっかり集まってるテラスハウスの男子メンバーが、もしディレクター：ノリタカ、サブ作家：チェ・ひろし、サブ作家：トゥルーマン翔の三人だったらどうなるのかを送ってもらうコーナー。
- ザ・ノーフィクション

毎週新しく発表されるお題で、ドキュメンタリー番組『ザ・ノンフィクション』のタイトルを考えて送ってもらうコーナー。
- 獣神相談ライガー

リスナーから送られてきた悩みに、嶋佐がライガーのモノマネで真剣に答える人生相談系コーナー。

## 終了したコーナー
- ニューヨークは数字で出来ている

愛のないラジオの書き起こしサイト「世界は数字で出来ている」に書いてありそうな、架空のラジオ番組とラジオの内容を送ってもらうコーナー。
- 木曜ワイド劇場

タイトルが長過ぎる「土曜ワイド劇場」にありそうなタイトルを送ってもらうコーナー。
- WANIMAか！

ニューヨークが学生時代に憧れていた一軍感、不良感のあるWANIMAのような人はどんな人なのかを書いて送ってもらうコーナー。
- 週刊エステンション

メンズエステ・男性向けマッサージ店で言われたらテンションの上がる言葉を送ってもらうコーナー。
- どりちん・ノリタカくん！！

「闇金ウシジマくん」の主人公・丑嶋社長が、もしディレクターのノリタカだったらどんな事を言いそうかを想像して送ってもらうコーナー。
- 加藤ミリヤか！

セフレあるある、セフレが言いそうな事を送ってもらうコーナー。
- 弱ない？

屋敷の母親がテレビや雑誌を見ていて「弱ない？」と言いそうな芸能人情報を送ってもらうコーナー。
- イチローが嫌いだ

「イチローが嫌いだ」から始まるトヨタのCMの様に「自分の嫌いなもの」と「理由」を送ってもらうコーナー。
- うんこ西野カナかっ！

西野カナ気取りのムカつく女あるあるを送ってもらうコーナー。

## スタッフ
- ディレクター：三浦憲高
- 構成：奥田泰、チェ・ひろし（旧：関口勇斗）、トゥルーマン翔
- AD：齋藤修（ミューコミプラスのディレクターも務めている）
- ミキサー：カワベ